# Militäreisenbahn Longmoor
| Militäreisenbahn Longmoor | Militäreisenbahn Longmoor              |
| ------------------------- | -------------------------------------- |
|                           |                                        |
| Streckenlänge:            | ohne Strecke über Hollywater ca. 13 km |
| Spurweite:                | 1435 mm (Normalspur)                   |
|                           |                                        |

Die Militäreisenbahn Longmoor (englisch: Longmoor Military Railway oder kurz LMR) war eine britische Militärbahn in der südenglischen Grafschaft Hampshire, die in erster Linie zu Ausbildungszwecken errichtet und betrieben wurde. Zunächst verlief die Bahnstrecke nur zwischen der Ortschaft Bordon und dem Longmoor Military Camp. Später erfolgte eine Verlängerung nach Liss und der Bau einer Ausweich- und Wendestrecke über Hollywater. Die Bahnstrecke, die bis 1935 den Namen Woolmer Instructional Military Railway trug, wurde am 31. Oktober 1969 stillgelegt.
Im Rahmen der militärischen Ausbildung wurden ständig Teile der Militärbahn von den Soldaten ab- und wieder aufgebaut. Zeitweise verfügte der militärische Bautrupp zudem über eine sehr leistungsfähige Gleisbaumaschine, die täglich etwa 1400 m Gleis verlegen konnte. In ihrer Blütezeit verfügte die Bahn über mehr als 110 km an betriebsfähigen Haupt- und Nebengleisen.

## Baugeschichte

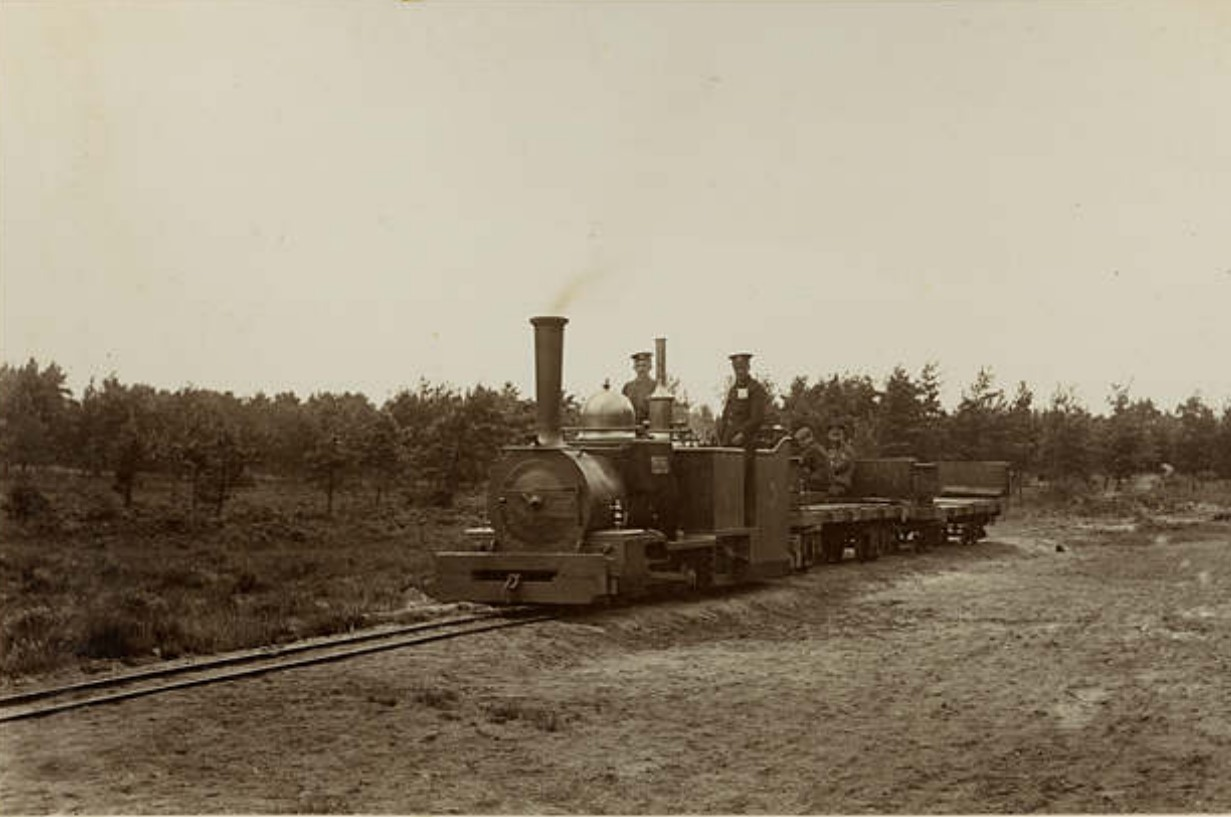
Schmalspurige Feldbahn bei Longmoor (1903)

1903 errichteten Royal Engineers eine Feldbahn mit einer Spurweite von 457 mm zwischen den beiden Militärlagern in Bordon und Longmoor. Auf den Gleisen wurden anschließend mit Hilfe einer dampfbetriebenen Winde 68 große Wellblechhütten von Longmoor nach Bordon transportiert. Das Militär erkannte dabei den Wert einer eigenen Bahnstrecke und entschied sich dazu, die Bahnstrecke von 1905 bis 1907 auf Normalspur umzubauen und für Ausbildungszwecke zu nutzen.
Die Verlängerung nach Liss und damit eine zweite Anbindung an das nationale Eisenbahnnetz erfolgte 1933. Im Jahr 1942 erhielt die Bahnlinie zudem eine Ausweich- und Wendestrecke, die vom Bahnhof Longmoor Downs östlich der Hauptstrecke über die Bahnhöfe Griggs Green und Hollywater nach Whitehill Junction verlief. Dieser Ausbau vereinfachte die Betriebsabläufe erheblich, da das umständliche Umsetzen der Lokomotiven an den Endbahnhöfen entfiel.

## Betrieb

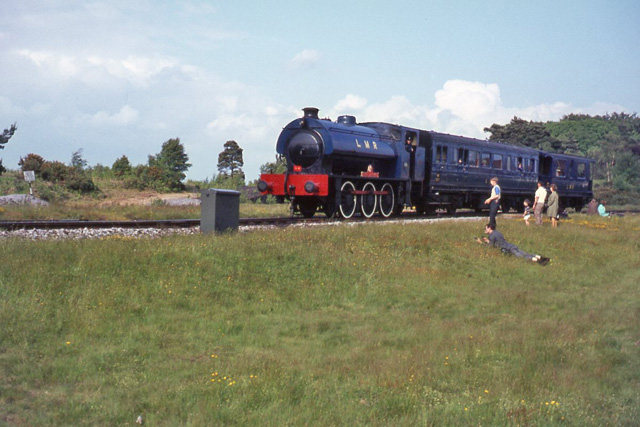
Hunslet Austerity 0-6-0ST auf der Militäreisenbahn Longmoor (1968)

Das Militär setzte viele verschiedene Lokomotiven und Wagen auf der Bahnstrecke ein, um den Soldaten in der Ausbildung ein möglichst breites Wissen zu vermitteln. So wurden im Laufe der Zeit weit über tausend Lokomotiven auf der Militäreisenbahn eingesetzt oder zumindest abgestellt. Das Gleiche galt für die Signaltechnik, die zur Sicherung von Zugfahrten auf der Strecke notwendig war. Darüber hinaus wurde auch die Zugsicherung mittels Warnflaggen trainiert.
Nach dem Ende des Zweiten Weltkriegs kamen auch Fremdlokomotiven und erbeutete Wagen auf der Strecke zum Einsatz. Darunter befand sich zum Beispiel auch ein sogenannter Schienenwolf. Dabei handelte es sich um einen Wagen der Wehrmacht, der mit einem überdimensionalen Haken ausgestattet war. Der Haken diente dazu, Schwellen zu zerstören und so die Gleise für vorrückende feindliche Truppen unbrauchbar zu machen.
Auf der Bahnstrecke fand bei Bedarf auch Personenverkehr statt. So wurden sowohl Soldaten als auch Personen aus dem Verteidigungsministerium und deren Familien mit eigens dafür vorgehaltenen Reisezugwagen älterer Bauart auf der Strecke transportiert.
Durch den Rückgang der militärischen Bedeutung der Eisenbahn sowohl in Großbritannien als auch dem Rest der Welt nahm auch die Bedeutung der Militäreisenbahn Longmoor für die British Army nach dem Zweiten Weltkrieg ab. Dennoch war die Militärbahn immer noch wichtig genug, um die Gleise der inzwischen von British Railways betriebenen Anschlussstrecke von Bordon nach Bentley beizubehalten, nachdem auf der früheren Bentley and Bordon Light Railway der Personenverkehr am 16. September 1957 eingestellt worden war. Zwar bestand auch in Liss ein Anschluss an eine Hauptstrecke der British Railways, der Anschluss in Bordon erlaubte jedoch eine schnellere Abwicklung des Militärverkehrs. Im Jahr 1966 wurde schließlich auch der Güterverkehr auf der Strecke nach Bordon eingestellt und ein Jahr später erfolgte der Abbau der Gleise. Seither besaß die Militäreisenbahn bis zu ihrer Stilllegung im Jahre 1969 nur noch in Liss eine Anbindung an das nationalen Eisenbahnnetz.

## Betriebsstellen

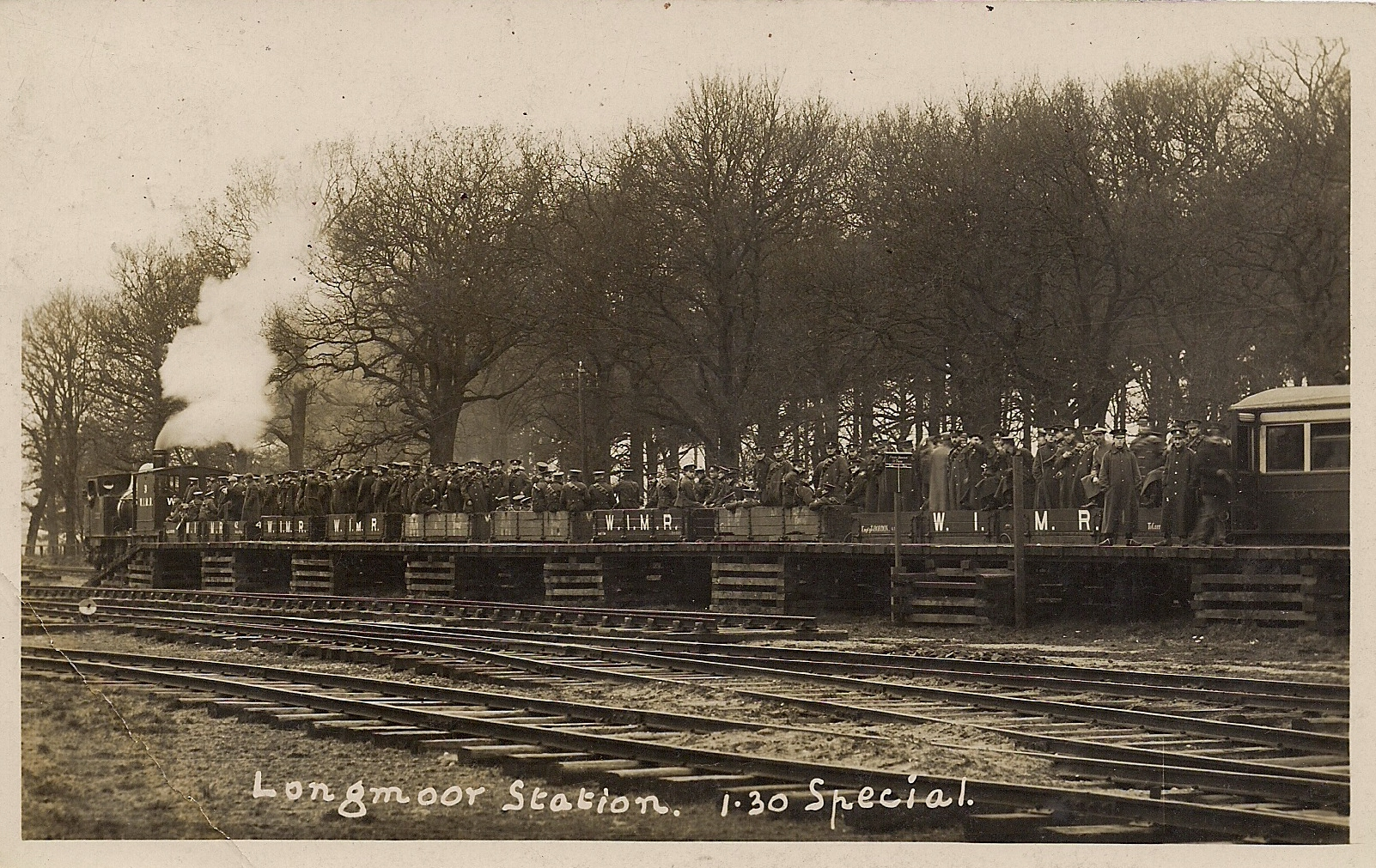
Bahnhof Longmoor Downs (um 1913)

Folgende Betriebsstellen gehörten zur Militäreisenbahn Longmoor:
- Bordon – nördlicher Endbahnhof und Verknüpfungspunkt zur 1966 stillgelegten Bentley and Bordon Light Railway.
- Oakhanger – Haltepunkt bei Oakhanger
- Whitehill Junction – Abzweig in Form eines Gleisdreiecks zur östlichen Ausweich- und Wendestrecke
- Hollywater – Bahnhof bei Hollywater auf der Ausweich- und Wendestrecke
- Two Range Halt – Haltepunkt in Höhe der Schießstände des Camps
- Woolmer – Haltepunkt bei Woolmer
- Griggs Green – Bahnhof bei Griggs Green auf der Ausweich- und Wendestrecke
- Longmoor Downs – ursprünglicher Endbahnhof und größte Bahnhof an der Strecke, der das eigentliche Militärlager bediente. Abzweig zur östlichen Ausweich- und Wendestrecke
- Weaversdown – ursprünglich eine Ausweichstelle bei Weaversdown. Später wurde dort ein Kreuzungsbahnhof gebaut, der die Ostseite des zum Camp gehörenden Truppenübungsplatzes bediente.
- Liss Forest Road – Kreuzungsbahnhof in der Nähe des Ortsteils Liss Forest.
- Liss – südlicher Endbahnhof und Verknüpfungspunkt zur Portsmouth Direct Line.

## Unfall
Am 13. Oktober 1956 ereignete sich ein schwerer Unfall zwischen den Bahnhöfen Weaversdown und Liss Forest Road. Dabei stieß ein Personenzug, gezogen von der Dampflokomotive WD 512 vom Typ LMS Stanier 8F, mit der Rangierlokomotive WD 877 „Bari“, die mit einem Bauzug unterwegs war, zusammen. Sechs Soldaten, die sich in einem Bremswagen hinter der Diesellokomotive befanden, wurden bei dem Unfall getötet, acht weitere wurden verletzt. Die Unfallursache war ein Fahrfehler des Lokführers des Personenzugs. Er war entgegen dem Halt zeigenden Signal in den Streckenabschnitt eingefahren. Eine Schutzweiche, die den Unfall hätte verhindern können, gab es im Bahnhof Liss Forest Road nicht.
Die Freigabe des Streckenabschnittes in Liss Forest Road erfolgte nur per Telefon und durch schriftliche Befehle (Tickets). Ein Beamter stellte das Ticket für den Personenzug bereits aus, obwohl sich der Bauzug noch im Abschnitt befand. Er tauschte das Ticket direkt vor seinem Stellwerk am Führerstand gegen den Schlüssel, der die Fahrt von Liss nach Liss Forest Road gesichert hatte. Dies ersparte dem Beamten, mit dem Ticket den Bahnsteig bis zu den Ausfahrtsignalen entlang zu gehen, um den Führer des Personenzuges den Befehl erst dann zu übergeben, nachdem der Bauzug abgefahren war. Es war ein nebliger Tag und der mit dem Ticket versehene Personenzug passierte das Signal bei Rot, was dann zu dem Unfall führte.

## Stilllegung

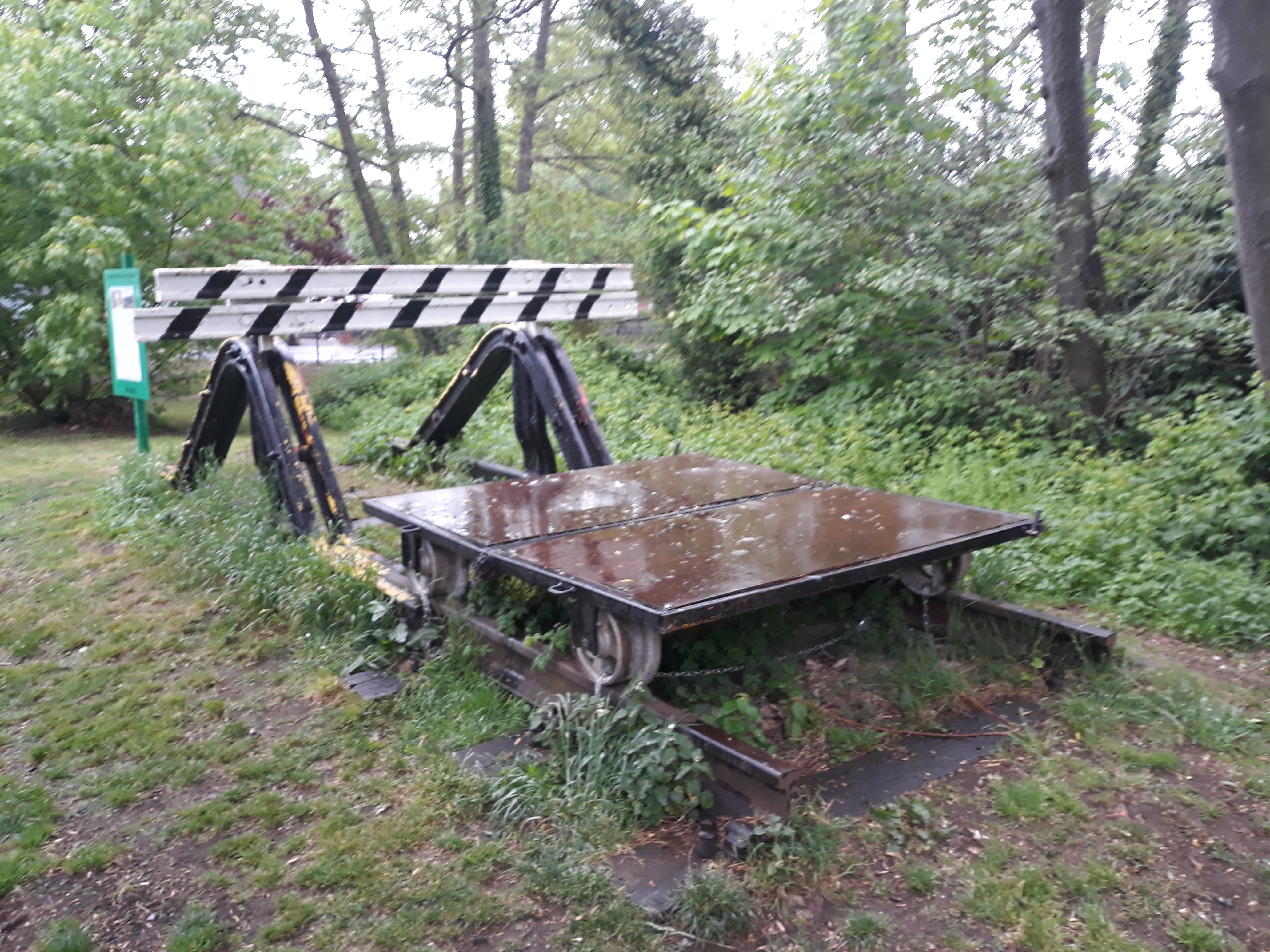
Verbliebener Prellbock in Liss (2019)

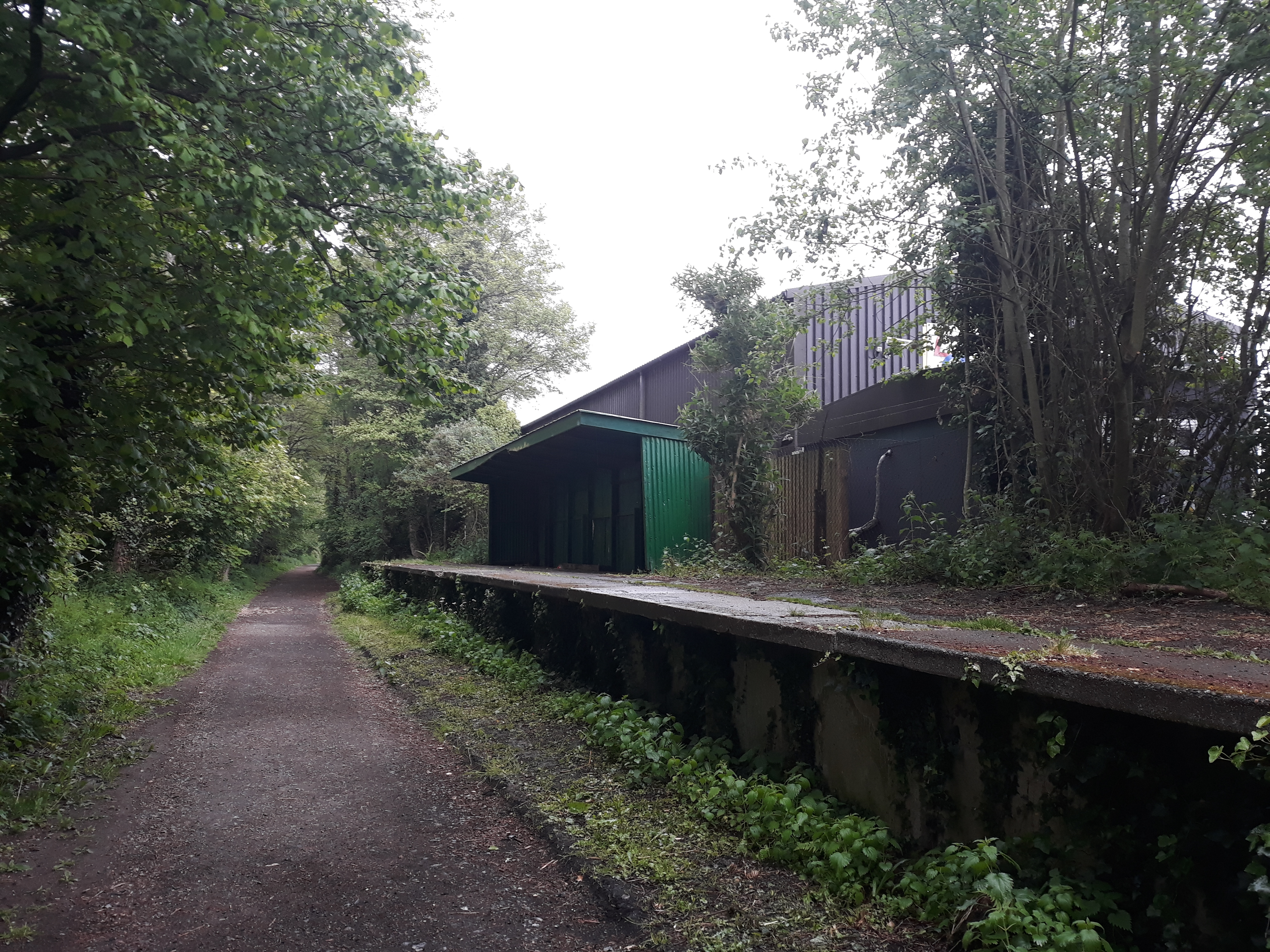
Ehemaliger Bahnsteig der Militäreisenbahn Longmoor in Liss (2019)

Angesichts der abnehmenden Bedeutung der Eisenbahn im Militärwesen und des stark geschrumpften Britischen Weltreiches beschloss das britische Verteidigungsministerium, die Militäreisenbahn Longmoor stillzulegen. Eisenbahnfreunde aus der Umgebung versuchten daraufhin, die kleine, aber in sich geschlossene Bahnstrecke zusammen mit der ebenfalls zum Longmoor Camp gehörenden Landebahn von Gypsy Hollow zu erwerben und für die Einrichtung eines Verkehrsmuseums zu nutzen. Das Verteidigungsministerium lehnte den von der Association of Railway Preservation Societies und The Transport Trust unterstützten Vorschlag jedoch ab. Die Armee bot den Eisenbahnfreunden jedoch die letzten 1,5 Meilen der Strecke zwischen Liss Forest Road und Liss an. Das Angebot wurde angenommen, ein vorläufiger Pachtvertrag (provisional lease) wurde ausgearbeitet und eine Baugenehmigung für den Ausbau des Bahnhofs Liss beantragt. Die Einwohner von Liss teilten diese Begeisterung jedoch nicht und setzten sich zur Wehr. Sie sammelten 9100 Pfund, erwarben damit das letzte Stück der Strecke und verhinderten so die Umwandlung in eine Museumsbahn.
Die Militäreisenbahn Longmoor wurde mit einem feierlichen letzten Betriebstag am 31. Oktober 1969 stillgelegt. Nach der Stilllegung verblieben noch zwei Jahre lang einige Lokomotiven und Fahrzeuge auf der Strecke und es fanden gelegentlich auch noch Fahrten statt. Anschließend wurden die Gleise abgebaut.
Drei Wagen (ein gedeckter Güterwagen, ein Bremswagen und ein Flachwagen) befinden sich noch immer auf dem Trainingsgelände von Longmoor.